# 수직수평착시
수직수평착시(영어: vertical–horizontal illusion) 또는 수평수직착시는 분트 착시(Wundt illusion)의  변형으로  1858년 빌헬름 분트(Wilhelm Wundt)에 의해 도입된 수평-수직 착시이다. 두 개의 교차하는 선은 길이가 동일하지만 수직선이 훨씬 더 길어 보인다. 이러한 착시 현상으로 인해서 가로선은 세로선의 지각 길이와 일치해 보이도록 하기 위해 최대 30%까지 확장되어야 한다. 이것은 단순한 선 그리기에 국한되지 않는다. 건물, 주차 미터기 및 자연 환경에서 보이는 다른 것들에서도 볼 수 있기 때문이다.

## 예
|      |
| 예시 |

## 같이 보기
- 오비슨 착시